# Plankton
|  | No s'ha de confondre amb Plàncton. |

Sheldon Plankton és un personatge animat fictici de la sèrie animada Bob Esponja. Rep la veu de Mr. Lawrence, doblat al català per Joan Carles Gustems.
És un copèpode de color verd. Originalment, aquest personatge va ser dissenyat com un vilà pla recurrent que ocasionalment irrompria en la rutina per crear algunes situacions caòtiques, però la popularitat de Plankton li ha assegurat un lloc fix en l'elenc de personatges habituals de la sèrie. Ell és el rival del Sr. Cranc empresarialment. És propietari del restaurant La Galleda Amiga («Chum Bucket», en anglès).
El seu objectiu principal en la sèrie és robar la fórmula secreta de la cranquiburguesa i arruïnar-li el restaurant al seu rival, i fins i tot desitja algun dia dominar el mar, però tots els seus plans acaben en fracàs sent frustrats pel Sr. Cranc i Bob Esponja (encara que també per altres personatges). Sr. Cranc i Plankton van ser amics de la infància, però una disputa sobre la recepta de la cranquiburguesa "va acabar" la seva amistat. Es podria dir que són "amienemics", ja que quan no estan barallant-se per la recepta de la cranquiburguesa treballen junts, i fins i tot es comporten com a amics. Al llarg de la sèrie es veu que els plans de Plankton es fan cada vegada més intel·ligents i estratègics, però, així i tot, no funcionen a causa de la seva incompetència i a la resta dels personatges de la sèrie. Li té pànic a les balenes per la seva dieta.

## Detalls
- Meta: Robar la recepta de la cranquiburguesa i conquistar el món.
- Casa: El seu restaurant La Galleda Amiga.
- Matrimoni: Està casat amb Karen (la seva computadora).
- Segons la seva esposa Karen, està constituït d'1% de maldat i 99% d'aire calent.